# Фаулья
Фаулья (італ. Fauglia) — муніципалітет в Італії, у регіоні Тоскана, провінція Піза.
Фаулья розташована на відстані близько 250 км на північний захід від Рима, 65 км на захід від Флоренції, 20 км на південний схід від Пізи.
Населення — 3695 осіб (2014).
Щорічний фестиваль відбувається 10 серпня. Покровитель — святий мученик Лаврентій.

## Демографія
Населення за роками:

Станом на 1 січня 2023 року в муніципалітеті офіційно проживало 235 іноземців з 39 країн, серед них 104 громадяни країн Євросоюзу та 9 громадян України.

## Сусідні муніципалітети
- Коллезальветті
- Креспіна-Лоренцана
- Орчіано-Пізано